# SHW-Wagen

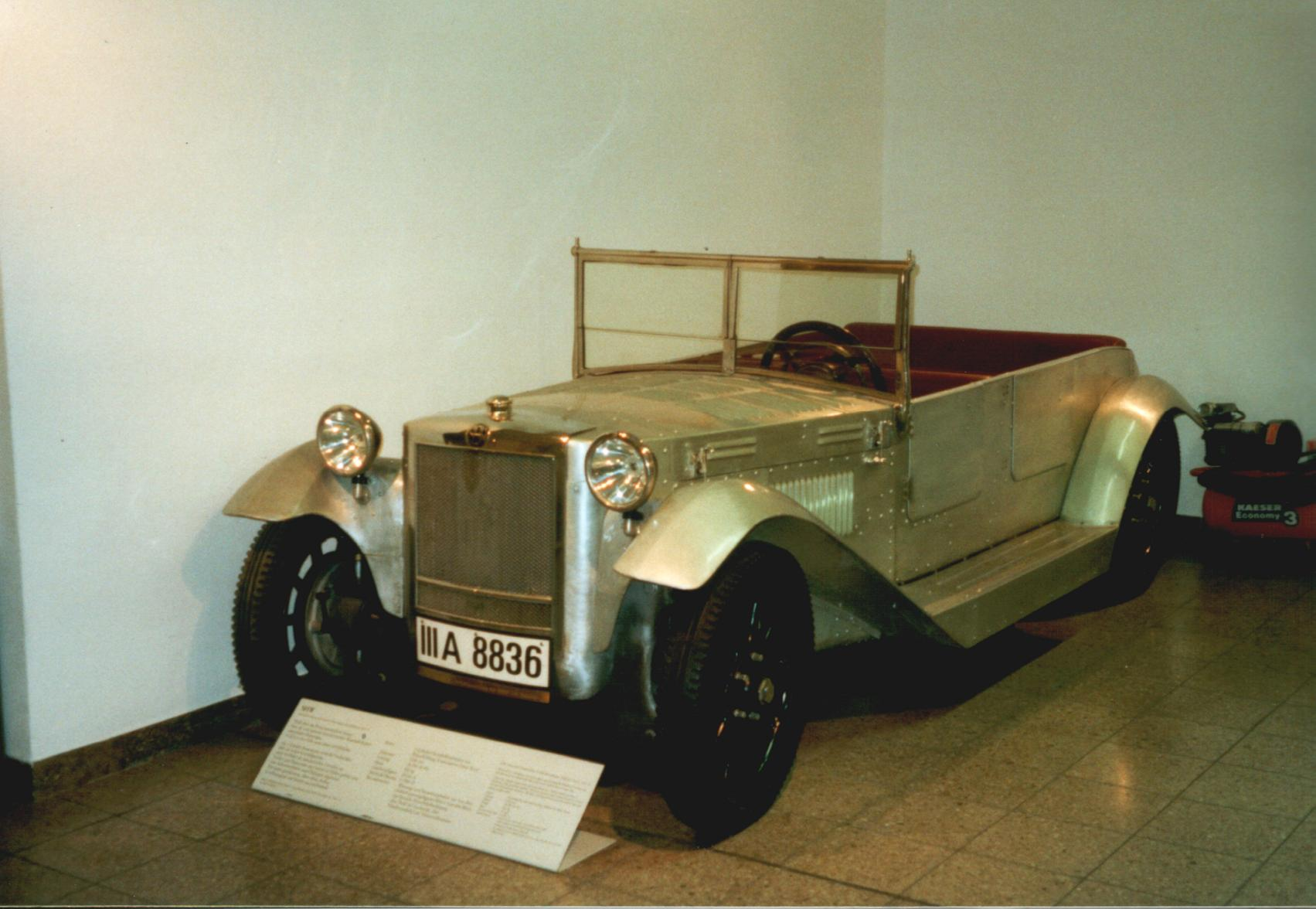
SHW-Wagen heute

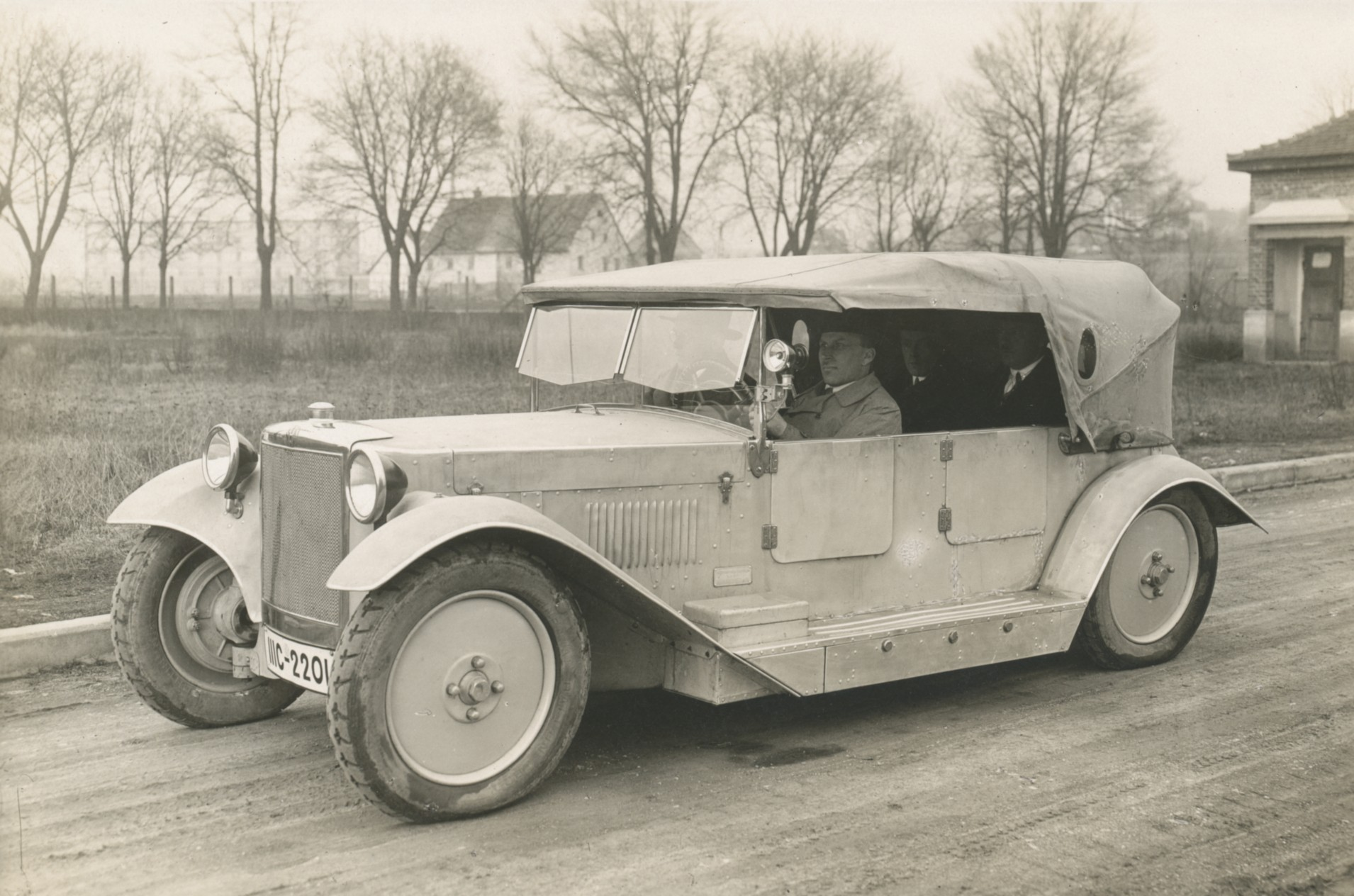
Der Wagen der SHW

Der SHW-Wagen war der Prototyp eines Kleinwagens der Schwäbischen Hüttenwerke aus dem Jahr 1925.

## Aufsehenerregende Messepräsentation
Als eine „ganz merkwürdige, neuartige und viel Aufsehen erregende Kleinwagenkonstruktion“ beschrieb die Allgemeine Automobilzeitung einen Fahrzeugprototyp, der im November 1925 auf der Automobilausstellung in Berlin vorgestellt wurde und wegen seiner unkomplizierten und zugleich modernen Konstruktion beim Publikum auf großes Interesse stieß. Hinter dieser heute nahezu vergessenen Neukonstruktion stand nicht etwa ein großer deutscher Automobilkonzern, sondern die erst 1921 gegründete Schwäbische Hüttenwerke GmbH (SHW). Die ersten Geschäftsjahre dieses jungen Unternehmens waren durch die Folgen der wachsenden Inflation überschattet. Die angestammten Geschäftsfelder – Eisengießerei, Walzenguss und Maschinenbau – erwirtschafteten damals nur bescheidene Gewinne, und so war die Geschäftsführung gezwungen, nach profitablen Investitionsprojekten Ausschau zu halten, mit deren Erträgen sich die traditionellen und teilweise defizitären Produktionsbereiche finanziell stützen ließen.

## Schwieriger Entscheidungsprozess
Vor diesem Hintergrund erwarb das Unternehmen im Januar 1924 die Aktienmehrheit an der Böblinger Werft A.G., einer ehemaligen Flugzeugfabrik, die in der Nachkriegszeit erfolglos auf Kleinmotorenfertigung umgestellt worden war. SHW-Hauptgeschäftsführer Hermann von Rösch plante, in den gut erhaltenen Werksanlagen eine Stahlformgießerei mit Landmaschinenfabrik zu errichten. Dagegen wollte Kommerzienrat Paul Reusch (1868–1956), der als Vorstandsvorsitzender der Gutehoffnungshütte zu den Mitgesellschaftern der SHW gehörte, das Aktienpaket schnell verkaufen, um die angespannte betriebliche Liquiditätslage zu verbessern. 
Von Rösch konnte sich zunächst über die Bedenken hinwegsetzen und so begann 1924/25 die kurze Geschichte des Werks Böblingen. An den Fahrzeugbau hatten die Beteiligten zunächst nicht gedacht, doch der designierte Werksdirektor Wunibald Kamm (1893–1966) – der nach 1930 zu den einflussreichsten deutschen Automobilkonstrukteuren zählte – brachte diese Idee und einen entsprechenden Versuchswagen mit. Die Geburtsstunde des SHW-Wagens fiel allerdings in eine wirtschaftlich ungünstige Zeit, es fehlte an kaufkräftiger Nachfrage, Serviceeinrichtungen und Straßen. 
Um wirtschaftlich überleben zu können, konzentrierten sich die Hersteller entweder auf den Bau teurer und luxuriöser Modelle oder sie versuchten, über die Fertigung günstiger Kleinwagen breite Käuferschichten anzusprechen. Der SHW-Wagen, den Kamm entwickelte, zielte in die zweite Richtung. Dabei handelte es sich um einen spartanisch ausgestatteten, aber ausreichend motorisierten Kleinwagen, der auf der Grundlage einer kostengünstigen und damit wettbewerbsfähigen Serienproduktion hergestellt werden sollte.

## Fortschrittliche Konstruktion
Das junge und unkonventionelle Expertenteam, das sich in der Böblinger Versuchswerkstatt an die Arbeit machte, schuf eine richtungsweisende Konstruktion mit Vorderradantrieb, selbsttragender Leichtmetallkarosserie, Einzelradaufhängung und Vierradbremssystem. Während der Wagen bei den Fachleuten großen Anklang fand und hochgelobt wurde, wuchsen allerdings bei den SHW-Gesellschaftern die betriebswirtschaftlichen Bedenken. Die hohen Entwicklungskosten, der hohe Investitionsbedarf bis zur Aufnahme der Serienproduktion und nicht zuletzt die unsichere Lage am Absatzmarkt führten 1926 zur Aufgabe der Landmaschinen- und Automobilproduktion und zur Liquidation des Werks. Auch in der Folgezeit gelang es Kamm, der zwischenzeitlich in der Flugzeugentwicklung tätig war, nicht, einen Investor für sein Automobilprojekt zu finden. Sein persönliches Exemplar des SHW-Wagens gelangte 1937 in die Bestände des Deutschen Museums. Später bedauerte er es sehr, nicht nachdrücklicher auf die Realisierung dieses Automobilprojekts hingewirkt zu haben: „Einiges war bei uns schon damals besser als es heute gelöst ist, vor allem auch die unübertreffliche Einfachheit als Grundlage für den billigen Bau. Es tut mir leid, daß ich seinerzeit nicht noch zäher für die Einführung dieses Wagens eingetreten bin [...] Der Volkswagen wäre nicht mehr nötig gewesen.“